# Scaphoideus obscurus
Scaphoideus obscurus är en insektsart som beskrevs av Fletcher och Semeraro 2001. Scaphoideus obscurus ingår i släktet Scaphoideus och familjen dvärgstritar. Inga underarter finns listade i Catalogue of Life.